# Мукуди, Ароль
Аро́ль Дести́ Мукуди́ (фр. Harold Desty Moukoudi; родился 27 ноября 1997, Бонди, Франция) — франко-камерунский футболист, защитник греческого клуба АЕК. Игрок национальной сборной Камеруна.

## Клубная карьера

### «Гавр»
Начинал заниматься футболом в местных любительских командах «Ножен» и «Шантийи». В 2012 году окончательно перебрался в академию «Гавра», в которую пробовался ранее, и закончил её в 2015 году.
С сезона 2015/16 начал выступать за вторую команду «Гавра» в Насьональ 3. 14 октября 2016 года дебютировал за основную команду, выйдя на замену в матче 11-го тура Лиги 2 против «Клермона» (3:1). Всего, в сезоне 2016/17 сыграл за основу 7 матчей.
В сезоне 2017/18 Мукуди закрепился в составе «Гавра», сыграв 37 матчей и забив 4 мяча. Вместе с командой вышел в плей-офф за выход в Лигу 1, но в полуфинале в серии пенальти проиграл «Аяччо».
В августе 2018 года английские «Вест Хэм Юнайтед» и «Астон Вилла» делали предложения по трансферу защитника, но тот предпочёл остаться в «Гавре».

### «Сент-Этьен»
В апреле 2019 года представитель Лиги 1 «Сент-Этьен» анонсировал летний переход Ароля Мукуди в качестве свободного агента. Контракт с футболистом был подписан до 2023 года.
10 августа 2019 года защитник дебютировал за «зелёных», отыграв все 90 минут в матче 1-го тура Лиги 1 против «Дижона» (2:1). Начав сезон в качестве основного защитника, постепенно Ароль потерял место в составе «Сент-Этьена» и ему было позволено покинуть клуб в зимнее трансферное окно.

### «Мидлсбро»
31 января 2020 года на правах аренды до конца сезона Мукуди перешёл в клуб английского Чемпионшипа «Мидлсбро». Дебютировал 8 февраля в гостевом матче против «Брентфорда» (2:3)

## Карьера за сборную
В 2012—2018 годах вызывался в юношеские сборные Франции до 16, до 17, до 18 и до 20 лет.
Имеет камерунское происхождение и в 2019 году принял решение выступать за сборную Камеруна. 12 октября дебютировал в составе «львов» в товарищеской встрече против сборной Туниса (0:0).

## Достижения
«Гавр II»
- Чемпион Насьональ 3: 2015/16